# Batalion AK „Miłosz”

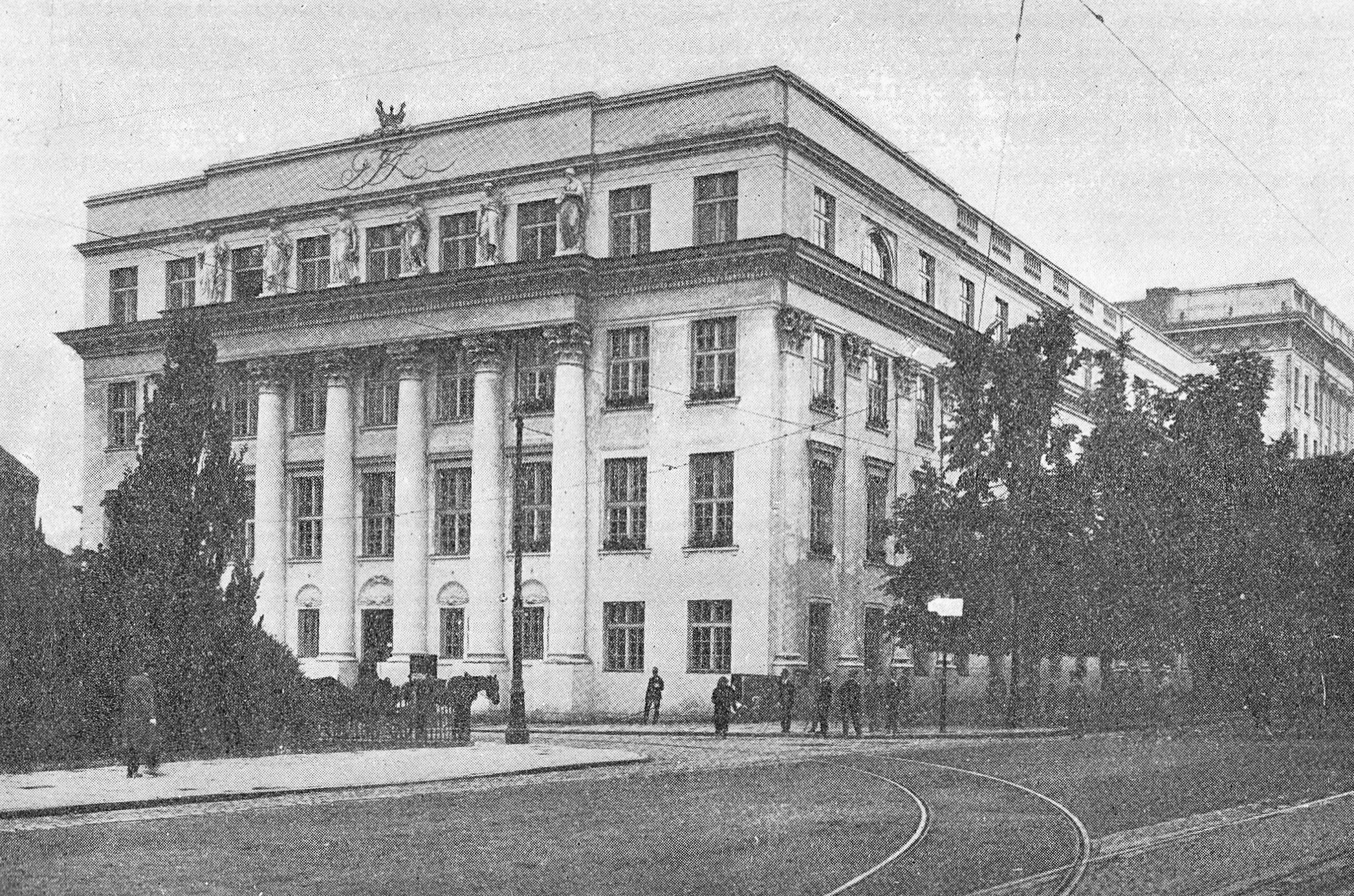
Gmach Gimnazjum im. Królowej Jadwigi zdobyty przez Batalion „Miłosz”

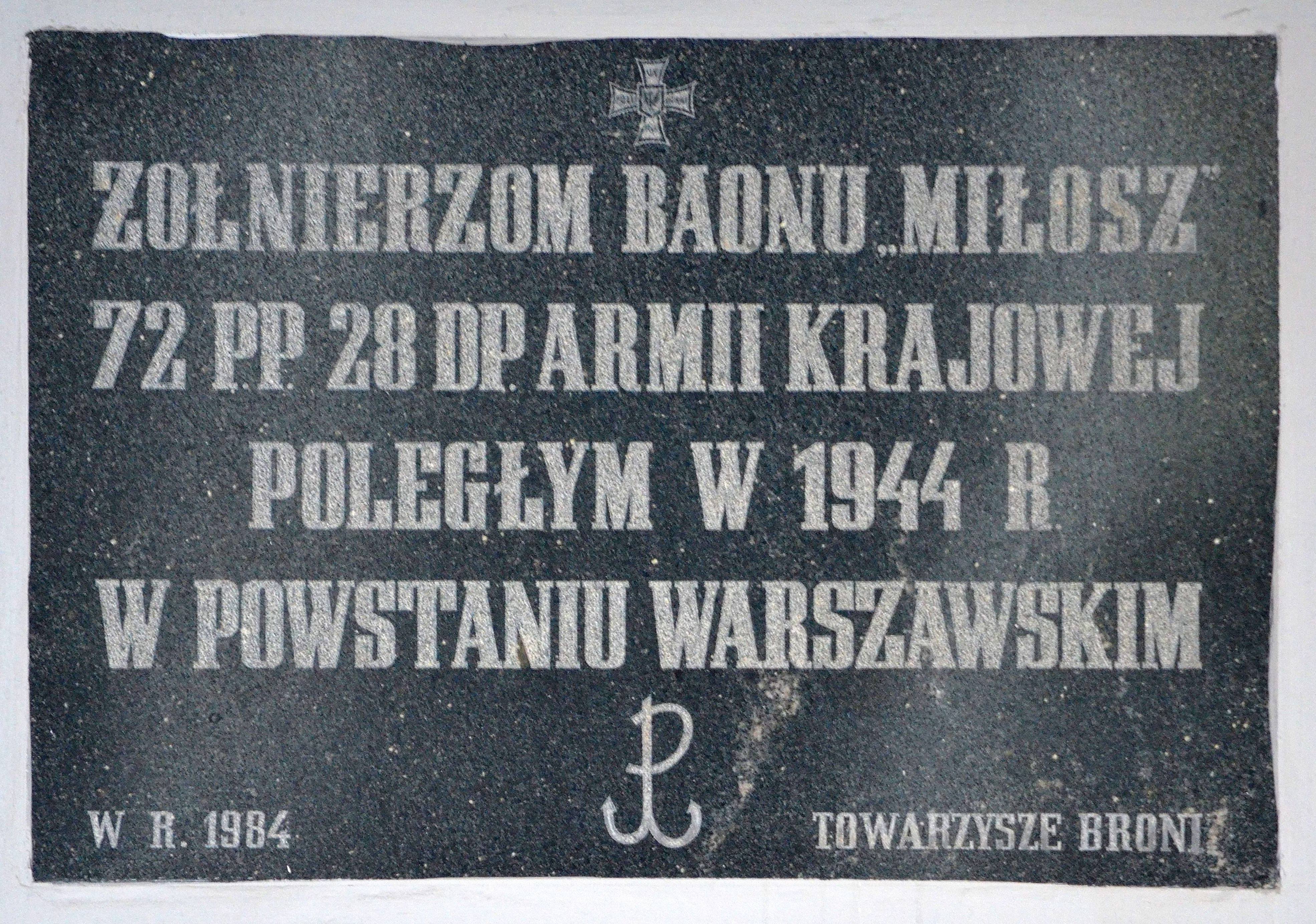
Tablica upamiętniająca żołnierzy batalionu AK „Miłosz” na ścianie budynku YMCA przy ul. Marii Konopnickiej 6

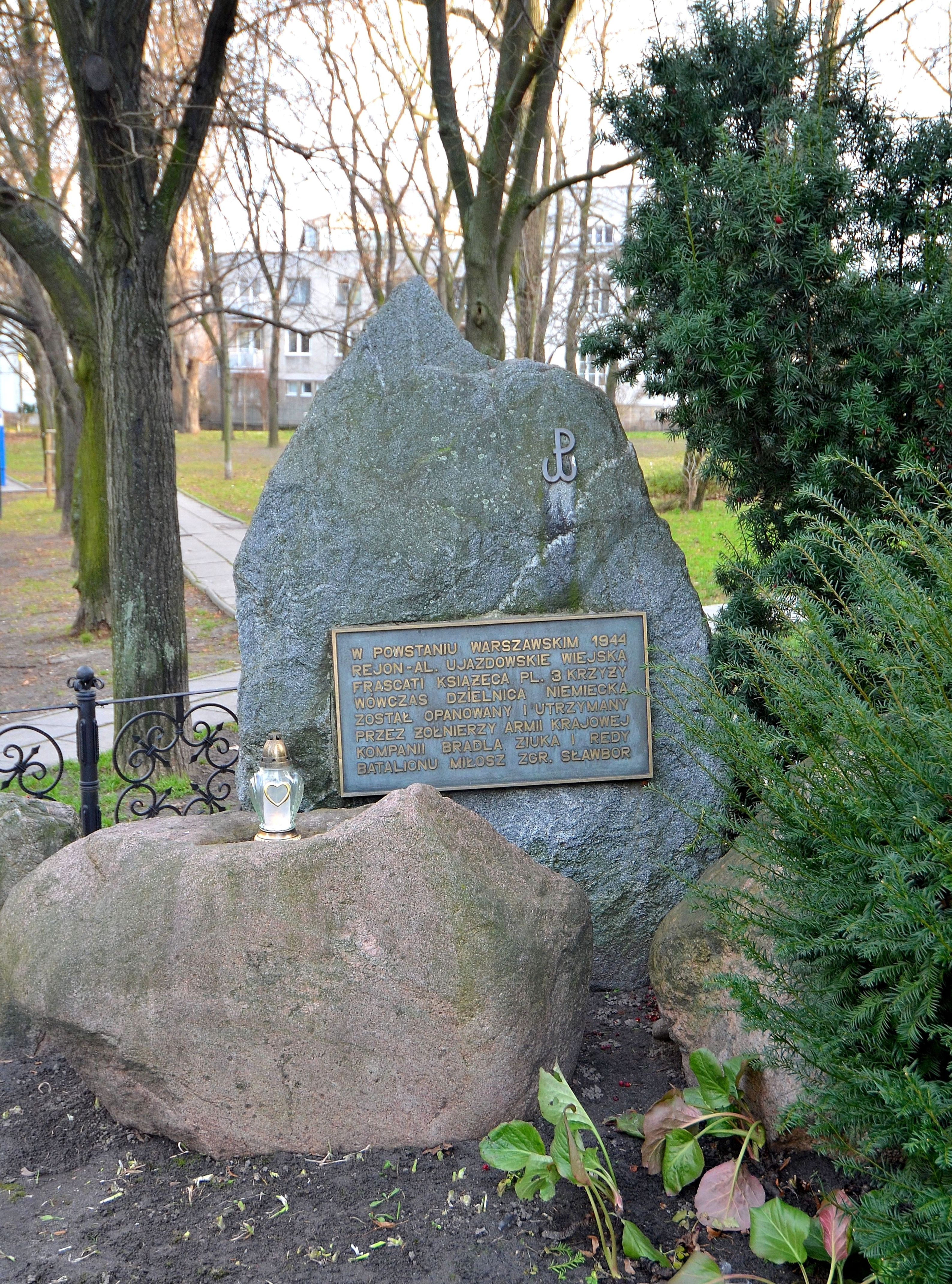
Kamień pamiątkowy u zbiegu ulic Marii Konopnickiej i Bolesława Prusa

Batalion AK „Miłosz” – pododdział Armii Krajowej walczący w powstaniu warszawskim.

## Historia
Batalion utworzono z ochotniczego kilkunastoosobowego oddziału bojowego por. Kazimierza Leskiego ps. „Bradl”. 3 sierpnia do oddziału dołączyła skierowana przez dowódcę Rejonu 2 rtm. Władysława Abramowicza „Litwina”, grupa oficerów Wydziału Artylerii Komendy Głównej AK z ppłk. Janem Szczurek-Cergowskim „Sławborem”.
Batalion w pełni zorganizowany został po 20 sierpnia 1944. Walczył w Śródmieściu w rejonie placu Trzech Krzyży i Al. Jerozolimskich. Oddział zdobył Gimnazjum im. Królowej Jadwigi i Szpital Świętego Łazarza. Jego liczebność powiększała się dzięki ochotnikom. Liczył ok. 1000 żołnierzy. Dowódcą batalionu był mjr Stefan Jastrzębski ps. „Miłosz”. 
2 września żołnierze batalionu „Miłosz” zdobyli gmach YMCA mieszczący się na ul. Konopnickiej 6. Pozostał on w rękach powstańców do końca walk.
Batalion stracił w powstaniu ok. 70 żołnierzy.

## Skład
Dowództwo
- dowódca batalionu – mjr Stefan Jastrzębski "Miłosz";
- oficer sztabu rtm. Zygmunt Falkowski "Topór";
- szef łączności – st. sierż. Krystyna Jastrzębska "Krystyna";

Oddziały
- 1 kompania "Bradla" – dowódca ppor./kpt. Kazimierz Leski "Bradl";
  - 1 pluton "Truka" – dowódca por. Kurt Tomala "Truk";
  - 2 pluton "Bończy" – por. Edward Filip-Krzyżanowski "Pantera" (zg. 9 sierpnia); por. Mieczysław Gawdzik "Bończa" (od 10 sierpnia);
  - 3 pluton "Pieprza" – por. Władysław Sokulski "Pieprz";
  - pluton broni ciężkiej "Ptaszyńskiego" – por.Witold Pawłowski "Ptaszyński";
  - patrol sanitarny i łączność kompanii – Barbara Paczyńska "Marta"; (zginęła 2 września); Maria Gozdalska-Bełkowska "Misia-Kasia";
- 2. kompania „Ziuka” – dowódca por. art. Józef Roman „Ziuk”
  - 1 pluton "Kulawego" – por. Edward Ładkowski "Kulawy" (z VI Batalionu OW PPS);
  - 2 pluton – por. Waręski, następnie ppor. Mariusz Agnieża "Mariusz";
  - 3 pluton – ppor Walenty Mironow "Mir";
- 3. kompania "Redy" – dowódca kpt. Franciszek Miszczak "Reda" (ciężko ranny we wrześniu), ppłk.  Andrzej Rzewuski "Wojmir";
  - 1 pluton "Kłosa" – dowódca ppor. Mieczysław Kostanecki "Kłos";
  - 2 pluton "Mundka" – dowódca ppor. Wiesław Jabłoński, następnie st. sierż. Edmund Malinowski "Mundek"; (pluton głuchoniemych);
  - 3 pluton "Kilofa" – ppor. Jan Nizowicz "Kilof" (zg. 2 września), ppor.Józef Kopiczyński "Katoda" (zg. 13 września).

## Upamiętnienie
- 8 września 1984 na frontowej ścianie gmachu YMCA odsłonięto tablicę pamiątkową[1].
- U zbiegu ulic Frascati i Marii Konopnickiej znajduje się Skwer Batalionu AK „Miłosz” z kamieniem pamiątkowym. Nazwa skweru została nadana w czerwcu 1997[2].